# Hermann Meister
Hermann Meister (* 5. April 1890; † 8. August 1956 in Heidelberg) war ein deutscher Verleger und Schriftsteller.

## Leben
Meister war ein Freund von Herbert Grossberger, mit dem er der seinen ersten Verlag, in dem nur ein kleines Oktavbändchen erschien, bereits 1908 mit 18 Jahren gegründet und nach dem „Namen der handgeschriebenen Zeitschrift, die der Literaturbegeisterte schon seit seinem 16. Lebensjahr“ mit Grossberger erstellte, Pendel-Verlag genannt hatte.
Sein zweiter Anlauf mit dem Saturn-Verlag war erfolgreicher. Neben der Zeitschrift SATURN konnte er ab 1912 auch die Kleinen Saturnbücher und mit Die Flut die erste Sammlung expressionistischer Prosa verlegen, während Richard Weissbach in demselben Jahr mit Der Kondor von Kurt Hiller die erste Sammlung expressionistischer Lyrik in Heidelberg verlegte.
Ab 1919 änderte er den Namen in Verlag Hermann Meister, begann mit der Herausgabe von Sportbüchern und seit 1928 auch wieder eine Reihe Kleine Bücher in sein Programm. 1926 gliederte er seinem Verlag auch noch eine Druckerei an, für deren Betrieb er das Druckerhandwerk autodidaktisch erlernte. Meister war von Rugby begeistert und gab eine Rugby-Zeitung heraus: Deutsche Rugby-Zeitung. Privat versuchte er sich auch als Komponist.
In der Zeit des Nationalsozialismus führte er seine Tätigkeiten zunächst fort und überlebte 1943 die Schließung von Verlag und Druckerei als Geschäftsführer einer Schwetzinger Druckerei.
Bald nach Kriegsende nahm er seine Verlagstätigkeit wieder auf und verlegte allein in der Reihe Die Kleinen Meisterbücher 124 Bändchen, der er ab 1946 mit der Sesam-Bücherei noch eine Reihe illustrierter Liebhaberdrucke – von Künstlern ausgestaltete Erzählungen der Weltliteratur – zur Seite stellte. Insgesamt erschienen etwa 450 Bücher in seinem Verlag; dazu noch Zeitschriften und Sportjahrbücher.
Hermann Meister war selbst auch schriftstellerisch tätig: als Theaterkritiker schrieb er für verschiedene Zeitschriften, u. a. für Die Schaubühne, betrieb 1910 mit seinen Freunden Theo Engel, Maxim Schneider und Grossberger auch kurzzeitig ein weitgehend privates literarisches Cabaret Zum Wasseresel und begründete 1914 ein Puppentheater. Nach dem Zweiten Weltkrieg engagierte er sich in der Gesellschaft der Musik- und Kunstfreunde, die er ab 1952 leitete.

## Werke (Auswahl)
- Die verrostete Leier. Pendel-Verlag, Heidelberg 1908.
- Der Tod des Joseph Hurka. Mit Illustrationen von Herbert Grossberger. In: Saturn 1 (1911) (nach Roland Krischke eine Phantasie über Josef Breuer, Oberkellner des Heidelberger Cafés Häberlin)
- Fridolin G. Lechner. Ein komplizierter Lebenslauf. Saturn-Verlag Hermann Meister, Heidelberg 1912
- Casanova im Schlafwagen. Kleine Saturnbücher. Saturn-Verlag Hermann Meister, Heidelberg 1913
- Ein Tenor Bondini. Saturn-Verlag Hermann Meister, Heidelberg 1914
- Die Freunde. Essais. Verlag Hermann Meister, Heidelberg 1920
- Geschichte des Rugby-Fußball-Spiels. Verlag Hermann Meister, Heidelberg 1921
- Der Jüngling. Novellen. Verlag Hermann Meister, Heidelberg 1922
- Die Kirchenmaus und andere Märchen. Verlag Hermann Meister, Heidelberg 1923
- Das weisse Herz. Verlag Hermann Meister, Heidelberg 1925
- Das Rad. Aphorismen. Verlag Hermann Meister, Heidelberg 1931
- Eriehung zum Rugby. Verlag Hermann Meister, Heidelberg 1934
- Denkwürdigkeiten eines Taktstocks. Verlag Hermann Meister, Heidelberg 1939
- Die Rückkehr. Erzählung. Verlag Hermann Meister, Heidelberg 1942
- Das Leben ist stärker. Novellen. Verlag Hermann Meister, Heidelberg 1948